# Armgang
Armgang er en form for menneskebevægelse og dyrebevægelse, hvor et individ (fx primater inkl. mennesker) flytter sig i en ved at bruge arme og hænder til at bevæge sig, ved at svinge sig frem. Benene hænger (stort set) frit.
Mennesker kan fx lave armgang med tov, en serie af greb, et eller flere vandrette rundtømmere eller metalrør.
Aber er armgangs ekvilibrister.